# Dicrurus waldenii
Il drongo di Mayotte (Dicrurus waldenii Schlegel, 1865) è un uccello passeriforme appartenente alla famiglia Dicruridae.

## Etimologia
Il nome scientifico della specie, waldenii, rappresenta un omaggio a Arthur Hay, visconte Walden.

## Descrizione

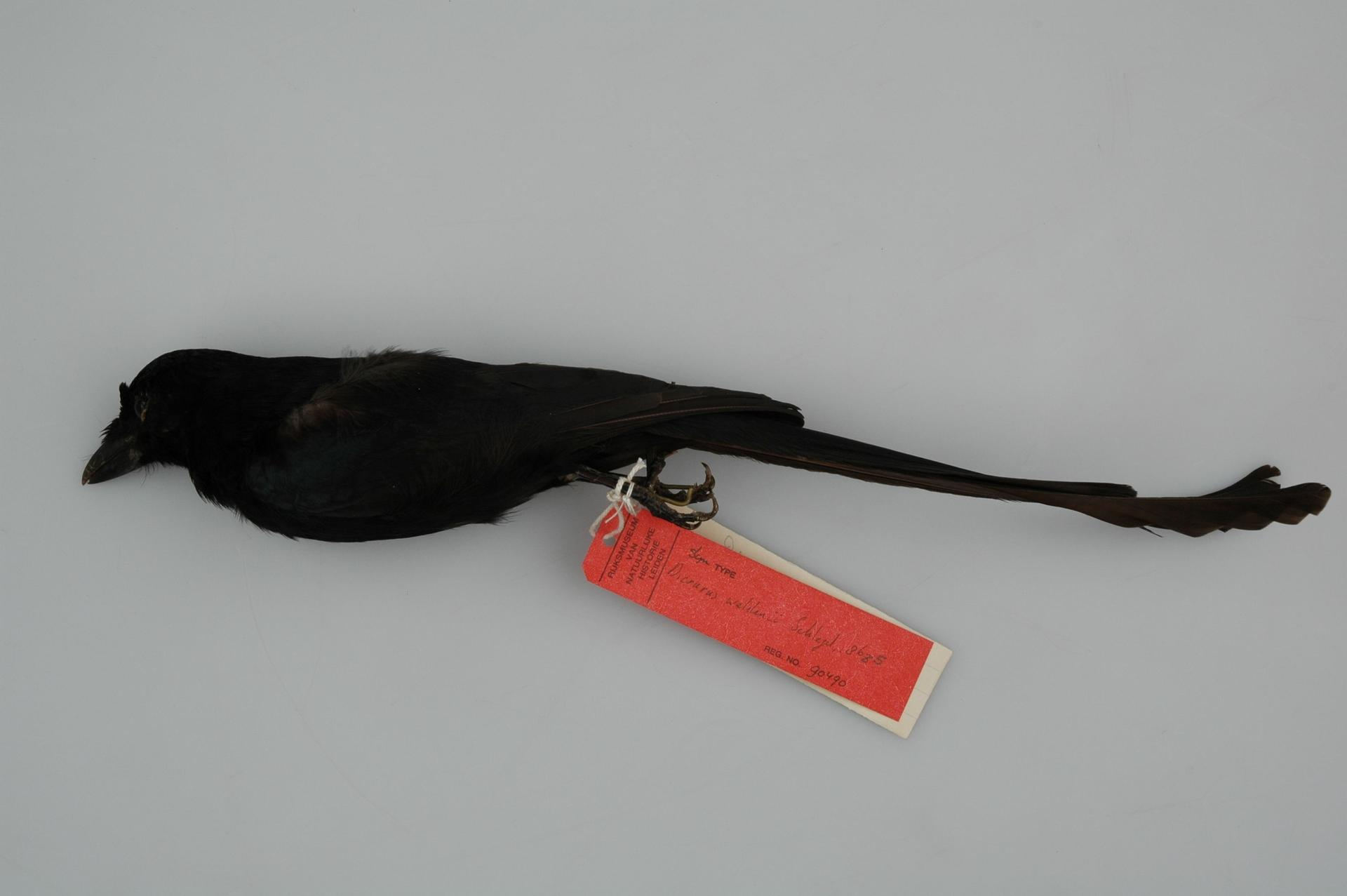
Veduta laterale di esemplare impagliato.

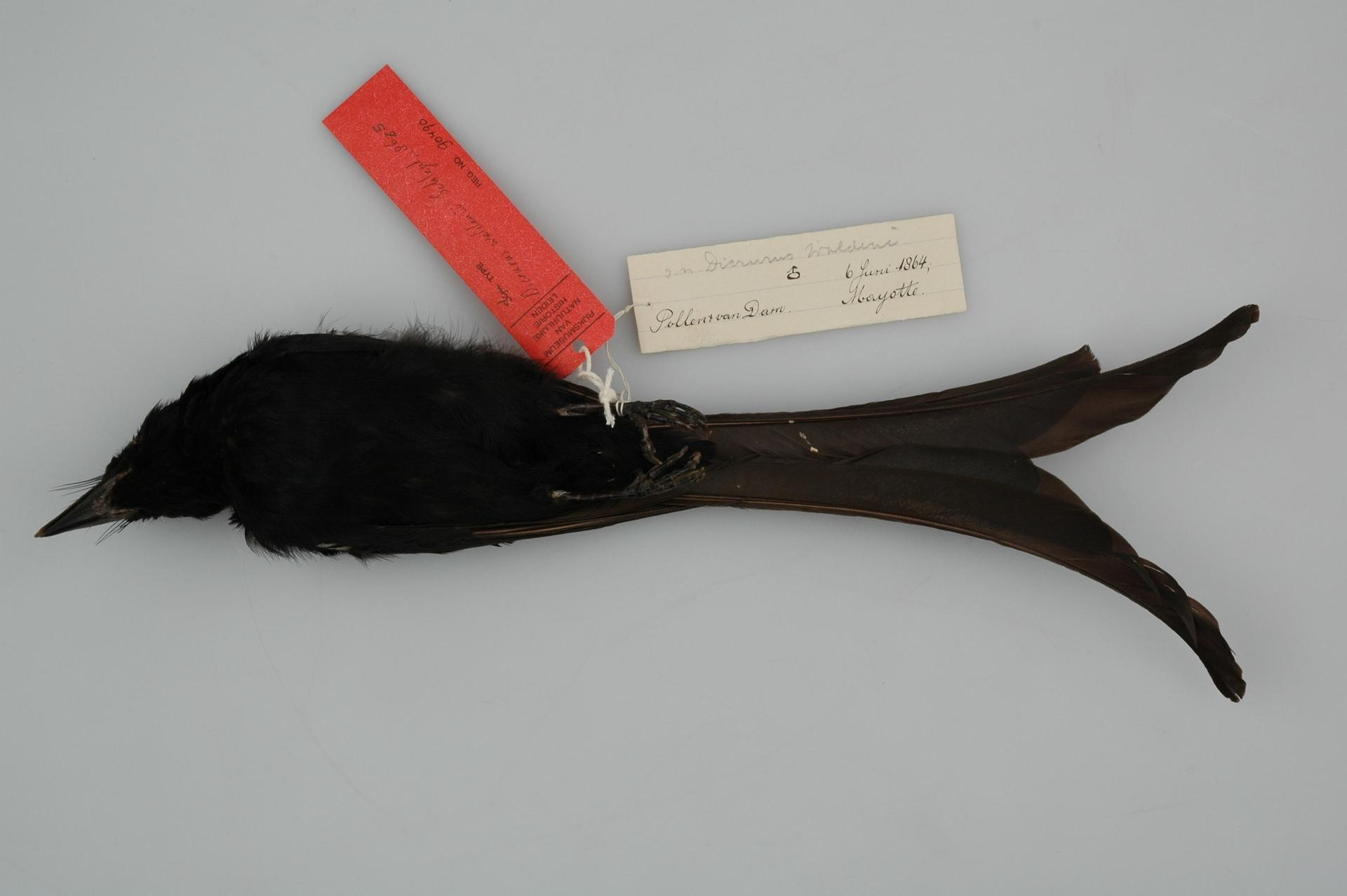
Veduta ventrale di esemplare impagliato.

### Dimensioni
Misura 34,5-38 cm di lunghezza.

### Aspetto
Si tratta di uccelli dall'aspetto robusto e slanciato, muniti di grossa testa di forma arrotondata, becco conico e robusto di media lunghezza e dall'estremità adunca, zampe corte, lunghe ali digitate e coda lunga (175-206 mm) e dalla metà distale profondamente forcuta, con le due punte lievemente incurvate verso l'esterno nella parte distale.
Il piumaggio si presenta interamente di colore nero lucido, con presenza di sfumature di color bruno-cannella su remiganti e coda e di riflessi metallici di colore verde-bluastro particolarmente evidenti quando l'animale viene osservato nella luce diretta e concentrati su testa, ali ed area dorsale.

I due sessi presentano colorazione simile: il piumaggio della femmina (che presenta inoltre coda di lunghezza mediamente minore) è più opaco rispetto a quello del maschio.
Il becco e le zampe sono di colore nero: gli occhi sono invece di colore bruno-rossiccio.

## Biologia
Il drongo di Mayotte è un uccello diurno che vive da solo o in coppie, passando gran parte della giornata appollaiato su un posatoio in evidenza ad osservare i dintorni: questi uccelli, infatti, in tal modo riescono ad individuare sia potenziali prede sulle quali calare in volo per cibarsi, sia eventuali intrusi, che vengono inizialmente redarguiti vocalmente con richiami minacciosi, e qualora non si allontanino vengono aggrediti fisicamente, a prescindere dalle loro dimensioni.
Questo animale è molto vocale e chiassoso, comunicando mediante una grande varietà di richiami che comprendono principalmente suoni gracchianti ed aspri ed altri ronzanti, ma anche serie di fischi più melodiosi, così come l'imitazione dei versi di altri uccelli. 

### Alimentazione
Si tratta di uccelli principalmente insettivori, la cui dieta si compone in massima parte di grossi insetti (cicale e lepidotteri) ed altri invertebrati, delle loro larve e più sporadicamente anche di piccoli vertebrati e materiale di origine vegetale, come bacche e piccoli frutti maturi.

### Riproduzione
Si tratta di uccelli monogami che si riproducono durante la stagione delle piogge (settembre-febbraio), portando avanti una singola covata l'anno.
I due sessi collaborano sia nella costruzione del nido (una struttura a coppa costruita alla biforcazione di un ramo con fibre vegetali intrecciate, molto delicata e sottile), nella cova delle 2-4 uova (che dura una ventina di giorni, coi due partner che si alternano nell'incubazione) e nella cura dei pulli, i quali schiudono ciechi ed implumi, s'involano a circa tre settimane di vita e divengono completamente indipendenti a un mese e mezzo circa di vita.

## Distribuzione e habitat
Come intuibile dal nome comune, il drongo di Mayotte è endemico dell'isola di Mayotte (geograficamente parte dell'arcipelago delle Comore ma politicamente dipartimento d'Oltremare francese): questi uccelli popolano grossomodo tutta l'isola, mancando dalle cime montuose centrali e nord-occidentali e da Pamanzi.
L'habitat di questi animali è rappresentato dalla foresta pluviale, con predilezione per le aree secondarie (anche degradate e parzialmente convertite in piantagioni o coltivazioni) al di sopra dei 200 m di quota.

## Conservazione
La Lista rossa IUCN classifica Dicrurus waldenii come specie vulnerabile  (Vulnerable).